# Roche-Charles-la-Mayrand
Roche-Charles-la-Mayrand é uma comuna francesa na região administrativa de Auvérnia-Ródano-Alpes, no departamento Puy-de-Dôme. Estende-se por uma área de 14,8 km². Em 2010 a comuna tinha 42 habitantes (densidade: 2,8 hab./km²).